# Paranoja (singolo)
Paranoja è un singolo del cantautore russo Nikolaj Noskov, pubblicato nel 1999 come primo estratto dal secondo album in studio Paranoja.